# Mafongo
Mafongo / Hobona is een dorp in het district Central in Botswana. De plaats telt 1151 inwoners (2011).